# Patellariales
 Patellariaceae é uma família de fungos ascomicetos. É o único representante da ordem Patellariales. Segundo uma estimativa de 2008, esta família inclui 15 géneros e 38 espécies.

## Géneros
- Baggea
- Banhegyia
- Brunaudia
- Endotryblidium
- Eutryblidiella
- Holmiella
- Lahmiomyces
- Lecanidiella
- Lecanidion
- Lirellodisca
- Murangium
- Patellaria
- Poetschia
- Rhizodiscina
- Rhytidhysteron
- Schrakia
- Stratisporella
- Tryblidaria
- Tryblidiella